# Sheila Gish
Pour les articles homonymes, voir Gish.
Sheila Gish, née le 23 avril 1942 à Lincoln et morte le 9 mars 2005 à Londres, est une actrice anglaise.
Elle est enterrée au cimetière de Highgate.

## Filmographie
- 1973 : Les Dix Derniers Jours d'Hitler (Hitler: The Last Ten Days) de Ennio De Concini : Frau Christian
- 1981 : Quartet de James Ivory : Anna
- 1986 : Highlander de Russell Mulcahy : Rachel Ellenstein
- 1989 : Chambre à part : Mme Kyby
- 1999 : Mansfield Park de Patricia Rozema : Mme Norris
- 2000 : Highlander: Endgame de Douglas Aarniokoski : Rachel Ellenstein